# Паукшто, Михаил Витольдович
Михаил Витольдович Паукшто (Michael V. Paukshto) (р. 06.09.1952) — российский учёный, доктор физико-математических наук.
Родился в Йошкар-Оле. Сын военнослужащего.
В 1975 г. окончил ЛГУ (до этого в 1970-1972 учился в Новосибирском университете) и работал там же в должностях от ассистента кафедры до старшего научного сотрудника (до 2004 г.).
Кандидатская диссертация (1978) — «Математические вопросы теории упругости для сред со специальной реологией».
Докторская диссертация (1991) — «Методы дискретных и гибридных моделей в механике разрушения».
С 1998 г. живёт в Сан-Франциско, профессор-консультант Стэнфордского университета, технический директор фирмы FibralignCorporatio.
Сестра - Паукшто Ирина Витольдовна, тележурналист.

## Публикации
- Дискретные задачи и осреднение в задачах теории упругости : Учеб. пособие / С. А. Назаров, М. В. Паукшто. — Л. : ЛГУ, 1984. — 93 с. : ил.; 20 см.
- Дискретные и гибридные модели механики разрушения / Н. Ф. Морозов, М. В. Паукшто; С.-Петерб. гос. ун-т. — СПб. : Изд-во С.-Петерб. ун-та, 1995. — 156,[1] с. : ил.; 20 см; ISBN 5-288-01454-1
- Интегральные уравнения в теории упругости / С. Г. Михлин, Н. Ф. Морозов, М. В. Паукшто; Санкт-Петербург. гос. ун-т. — СПб. : Изд-во Санкт-Петербург. гос. ун-та, 1994. — 271 с. : ил.; 25 см; ISBN 5-288-01497-3 (В пер.) :
- Граничные интегральные уравнения и задачи теории упругости : Учеб. пособие / С. Г. Михлин, Н. Ф. Морозов, М. В. Паукшто; ЛГУ им. А. А. Жданова. — Л. : ЛГУ, 1986. — 87,[1] с. : ил.; 20 см.
- Паукшто, Михаил Витольдович. Методы дискретных и гибридных моделей в механике разрушения : диссертация … доктора физико-математических наук : 01.02.04. — Ленинград, 1990. — 261 с. : ил.
- Введение в компьютерные технологии математической физики : Учеб. пособие / В. В. Григорьев-Голубев, С. Н. Леора, М. В. Паукшто, А. Ю. Петров. — СПб. : СПбГМТУ, 1998. — 127 с. : ил.; 20 см. — (Серия «Компьютерные технологии математической физики и механики» / М-во общ. и проф. образования Рос. Федерации. С.-Петерб. гос. мор. техн. ун-т).; ISBN 5-88303-109-9
- The integral equations of the theory of elasticity. Solomon Grigorʹevich Mikhlin, Nikita Fedorovich Morozov, Michael V. Paukshto. Teubner, 1995 - Всего страниц: 375